# Screen Actors Guild Awards
The Screen Actors Guild Awards är ett årligt filmpris som delas ut av Screen Actors Guild–American Federation of Television and Radio Artists (Sag-Aftra, tidigare av Screen Actors Guild), för att belöna framstående skådespelarinsatser inom film- och TV-produktion under året. Priset har delats ut sedan 1995. Prisstatyn kallas The Actor.

## Priser

### Film
- Bästa manliga huvudroll
- Bästa kvinnliga huvudroll
- Bästa manliga biroll
- Bästa kvinnliga biroll
- Bästa rollbesättning i en film
- Bästa stuntensemble i en film

### Television
- Bästa manliga skådespelare i en dramaserie
- Bästa manliga skådespelare i en komediserie
- Bästa manliga skådespelare i en TV-film eller miniserie
- Bästa kvinnliga skådespelare i en dramaserie
- Bästa kvinnliga skådespelare i en komediserie
- Bästa kvinnliga skådespelare i en TV-film eller miniserie
- Bästa rollbesättning i en dramaserie
- Bästa rollbesättning i en komediserie
- Bästa stuntensemble i en TV-serie

### Life Achievement
- Screen Actors Guild Life Achievement Award